# Komi (Cypr)
Komi lub Komi Kepir (gr. Κώμη lub Κώμη Κεπήρ, tur. Büyükkonuk) – wieś na Cyprze, w dystrykcie Famagusta. Położona jest na terenie republiki Cypru Północnego.